# Pochowaj me serce w Wounded Knee
Pochowaj me serce w Wounded Knee – amerykański telewizyjny film historyczny z 2007 roku, na podstawie książki Dee Browna.

## Główne role
- Anna Paquin – Elaine Goodale, żona Charlesa
- Chevez Ezaneh – Ohiyesa/młody Charles
- August Schellenberg – Siedzący Byk
- Duane Howard – wujek
- Aidan Quinn – Henry Dawes
- Colm Feore – generał Sherman
- Fred Thompson – prezydent Ulysses S. Grant
- Nathan Lee Chasing His Horse – Jeden Byk
- Wayne Charles Baker – Jacob
- Brian Stollery – biskup Whipple
- Shaun Johnston – pułkownik Nelson Miles
- Gordon Tootoosis – wódz Czerwona Chmura
- Adam Beach – Charles Eastman

## Fabuła
29 grudnia 1890 roku w Wounded Knee doszło do masakry Indian z plemienia Dakotów. Dokonali jej żołnierze 7 pułku kawalerii. Film przedstawia masakrę i związane z nią wydarzenia z perspektywy trzech bohaterów: Charlesa Eastmana – zasymilowanego Indianina, Siedzącego Byka – wodza plemienia Dakota i senatora Henry’ego Dawesa – polityka odpowiedzialnego za relację Amerykanów z Indianami (zob. ustawa Dawesa).